# Blount County (Alabama)
Das Blount County ist ein County im Bundesstaat Alabama der Vereinigten Staaten. Der Verwaltungssitz (County Seat) ist Oneonta. Das County ist ein sogenanntes Dry County, das heißt, dass der Verkauf alkoholischer Getränke stark eingeschränkt ist.

## Geographie
Das County liegt im mittleren Norden von Alabama, ist im Norden etwa 100 km von Tennessee, im Osten etwa 100 km von Georgia entfernt und hat eine Fläche von 1685 Quadratkilometern, wovon 13 Quadratkilometer Wasserfläche sind. Es grenzt im Uhrzeigersinn an folgende Countys: Marshall County, Etowah County, St. Clair County, Walker County, Jefferson County und Cullman County.

## Geschichte
Einer der ersten weißen Siedler in der Gegend war George Powell. Dieser gehörte zu den frühesten Landvermessern Alabamas und war Autor der ersten historischen Abhandlung über das Blount County. Das County wurde am 6. Februar 1818 auf Beschluss der State Legislature des Alabama-Territoriums aus Teilen des Montgomery County und Teilen des den Cherokee-Indianern gehörenden Landes gebildet. Teile des Countys wurden später Teile von Jefferson, Marshall, Walker und Cullman County. Benannt wurde es nach Willie Blount, dem vierten Gouverneur von Tennessee, der die Siedler im damaligen Mississippi-Territorium in den Kriegen von 1813–14 gegen die Creek unterstützte und General Andrew Jackson dorthin beorderte. Etliche der Soldaten blieben dort und gründeten einen Handelsposten im heutigen Blountsville. Von 1818 bis 1889 war Blountsville Sitz der Countyverwaltung, danach Oneonta. In der ersten Hälfte des 19. Jahrhunderts war Blount Springs wegen seiner Mineralquellen ein beliebter Urlaubsort für wohlhabende Südstaatler. Während des Sezessionskriegs überfiel General Nathan Bedford Forrest im Mai 1863 Unionstruppen unter Oberst Abel D. Streight, als diese den Fluss Locust Fork überqueren wollten. In den 1880er Jahren wurde Blount County eine bedeutsame Produktionsstätte für Eisen und unterstützte damit die Stahlindustrie im benachbarten Birmingham. 1937 gründete J. Breck Musgrove einen Nachtklub und Kasino in der Höhle Bangor Cave nahe Blount Springs. Das Etablissement erlangte Bekanntheit im ganzen Bundesstaat, bis Gouverneur Bibb Graves die im Januar 1939 vollzogene Schließung anordnete.

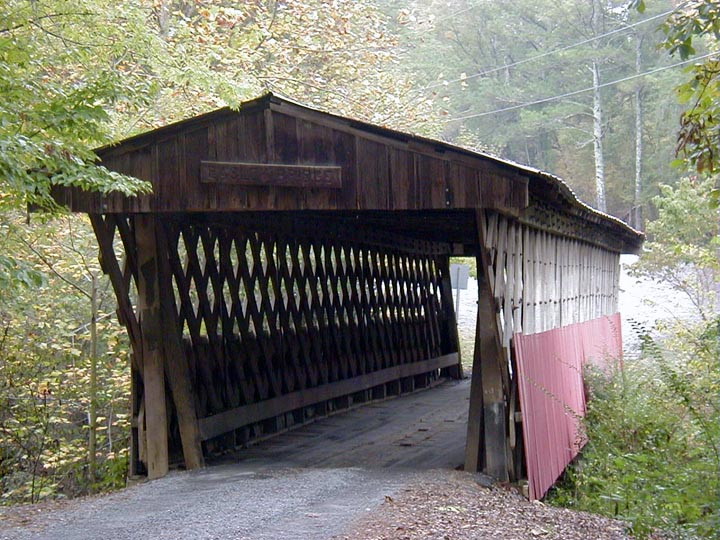
Die Easley Covered Bridge (2007) ist seit August 1981 im NRHP verzeichnet.

Fünf Bauwerke im County sind im National Register of Historic Places (NRHP) eingetragen (Stand 30. März 2020), darunter drei gedeckte Brücken wie zum Beispiel die Easley Covered Bridge und das Robert G. Griffith Sr. House.

## Demographische Daten

Alterspyramide des Blount County

Nach der Volkszählung aus dem Jahr 2000 lebten im Blount County 51.024 Menschen. Davon wohnten 610 Personen in Sammelunterkünften, die anderen Einwohner lebten in 19.265 Haushalten und 14.814 Familien. Die Bevölkerungsdichte betrug 31 Einwohner pro Quadratkilometer. Ethnisch betrachtet setzte sich die Bevölkerung zusammen aus 95,08 Prozent Weißen, 1,19 Prozent Afroamerikanern, 0,49 Prozent amerikanischen Ureinwohnern, 0,14 Prozent Asiaten, 0,02 Prozent Bewohnern aus dem pazifischen Inselraum und 2,07 Prozent aus anderen ethnischen Gruppen; 1,02 Prozent stammten von zwei oder mehr Ethnien ab. 5,33 Prozent der Bevölkerung waren spanischer oder lateinamerikanischer Abstammung.
Von den 19.265 Haushalten hatten 34,3 Prozent Kinder und Jugendliche unter 18 Jahren, die bei ihnen lebten. In 65,5 Prozent lebten verheiratete, zusammen lebende Paare, 7,9 Prozent waren allein erziehende Mütter, 23,1 Prozent waren keine Familien, 20,8 Prozent aller Haushalte waren Singlehaushalte und in 9,5 Prozent lebten Menschen im Alter von 65 Jahren oder darüber. Die Durchschnittshaushaltsgröße betrug 2,62 und die durchschnittliche Familiengröße betrug 3,02 Personen.
25,4 Prozent der Bevölkerung waren unter 18 Jahre alt, 8,4 Prozent zwischen 18 und 24, 29,2 Prozent zwischen 25 und 44, 24,1 Prozent zwischen 45 und 64 und 12,9 Prozent waren 65 Jahre oder älter. Das Durchschnittsalter betrug 36 Jahre. Auf 100 weibliche Personen kamen 99,7 männliche Personen und auf Frauen im Alter von 18 Jahren und darüber kamen 97,3 Männer.
Das jährliche Durchschnittseinkommen eines Haushalts betrug 35.241 USD, das Durchschnittseinkommen einer Familie 41.573 USD. Männer hatten ein Durchschnittseinkommen von 31.455 USD, Frauen 22.459 USD. Das Prokopfeinkommen betrug 16.325 USD. 8,6 Prozent der Familien und 11,7 Prozent der Einwohner lebten unterhalb der Armutsgrenze.

## Orte im County
- Adville
- Allgood
- Altoona
- Armstead
- Bangor
- Blount Springs
- Blountsville
- Blow Gourd
- Blue Springs
- Bright Star
- Brooksville
- Cedar Springs
- Chamblees Mill
- Champion
- Clear Springs
- Cleveland
- County Line
- Dallas
- Easley
- Eastwood
- Ellison Crossroads
- Fairview
- Five Points
- Fowler Spring
- Fridays Crossing
- Graystone
- Gum Springs
- Harkness Crossroads
- Hayden
- Hendrick Mill
- Hendrix
- High Rock
- Highland Lake
- Highmound
- Holly Springs
- Hoods Crossroads
- Hopewell
- Hortons Mill
- Inland Junction
- Joy
- Kiowa
- Lehigh
- Liberty
- Little Warrior
- Locust Fork
- Mattawana
- McLarty
- Mount Olive
- Mountain Grove
- Nectar
- Nyota
- Oneonta
- Pine Mountain
- Red Hill
- Remlap
- Riverside
- Rock Springs
- Rosa
- Royal
- Selfville
- Sky Ball
- Sloan
- Smoke Rise
- Snead
- Straight Mountain
- Strawberry
- Sugar Creek
- Summit
- Susan Moore
- Taits Gap
- Wallstown
- Wynnville